# Linhartova nadace
Linhartova nadace byla založena v roce 1987 a jejím posláním je vytvářet a podporovat projekty, které pomáhají rozvíjet názorové, společenské a umělecké vyjádření současné generace. V roce 1992 iniciovala vznik dnes již legendárního klubu Roxy a později také Experimentálního prostoru NoD a Komunikačního prostoru Školská 28.

## Poslání
Nadace svými projekty vytváří prostředí pro tvůrčí práci a setkávání umělců a mladých lidí a zpřístupňuje umění široké veřejnosti. Nadace svou podporou připravuje výchozí pozici a dlouhodobé zázemí alternativnímu umění, čímž za svou existenci napomohla k realizaci řady uměleckých a kulturních počinů. Linhartova nadace se kromě podpory umělců samotných zaměřuje i na podporu začínajících pracovníků v kultuře a rozvoj arts managementu a oborů příbuzných.
V současné době se nadace zabývá především realizací projektů v oblasti výtvarného umění a intenzivně se věnuje práci s vlastní nadační sbírkou – rozšiřuje ji a zajišťuje kurátorskou a galerijní činnost podporující rozvoj jejího uměleckého dosahu. Hlavní linkou aktivit Linhartovy nadace je mezigenerační propojování umělců a umožňování setkávání a vzájemné inspirace již zavedených významných umělců a začínající mladé generace.

## Historie
Vznik nadace a jejího názvu se odvíjí od rekonstrukce zámeckého parku v Praze v Dolních Počernicích v roce 1987 až 1989. Tehdy dal architekt Jan Mayer dohromady tým mladých výtvarníků (Ivan Exner, Stefan Milkov, Zdeněk Lhotský, Fáňa Svoboda, František Skála, Laco Garaj…). Zjistil však, že po vyplacení uměleckých honorářů nezbude architektům ani koruna a radostně prohlásil: „My jsme prostě taková nadace podporující mladé výtvarníky.“ „Je snazší naučit slona létat, než provozovat nadaci v Čechách,“ zaznělo skromně z týmu. Létající slon Linhart se tak stal znakem a celý tým přijal název Linhartova nadace. Došlo k založení nadace s posláním podpory spolupráce mezi architekty, scénografy a výtvarníky. Činnost brzy přesáhla původní rámec a zaměřila se na podporu kulturně společenského dění vůbec.
Nadace začala vyvíjet širokou aktivitu zaměřenou na zmapování české kulturní oblasti, a to nejen v oblasti vizuálního umění, ale i hudby, divadla a dalších žánrů. 21. srpna 1990 byla Linhartova nadace jako jedna z úplně prvních nadací v Čechách zaregistrována u MV ČR.
V roce 1990 se Linhartova nadace zapojila do akce Alternativa – Akce za otevření alternativních klubů. Undergroundové kapely a alternativní umělci tehdy usilovali o získání prostor pro svoje působení. Kromě jednání s městem, kterého se účastnil také Václav Havel, se na pražském Staroměstském náměstí i jinde po Praze konaly po celých čtrnáct dní koncerty. Nakonec tehdejší primátor města Prahy Jaroslav Kořán umělcům nabídl několik míst (budoucí R.C. Bunkr, Rock café, ROXY a další). Linhartova nadace zprovoznila prostory pod Stalinovým monumentem a zorganizovala zde první a zároveň pravděpodobně nejrozsáhlejší evropskou akci (galerie, koncertní a divadelní scéna nezávislé a avantgardní kultury) zaměřenou na živou mezinárodní konfrontaci alternativních umělců. Festival nesl název Totalitní zóna. Účastnilo se ho na 200 umělců ze 17 zemí světa a během dvou týdnů přišlo 30 000 návštěvníků. Stalinův monument poskytl útočiště prvnímu nezávislému rozhlasovému vysílači Radio Stalin (budoucí Rádio 1), které zprostředkovávalo přímou interakci probíhajícího festivalu s veřejností. Vysílání zahájilo projevem prezidenta republiky, který za tento čin dostal mnohatisícovou pokutu – k otevření éteru pro vysílání nezávislých rádií došlo až o mnoho měsíců později.
Postupně probíhaly úpravy zruinovaných prostor bio Roxy a budování adekvátní dramaturgie. Průběžná rekonstrukce probíhala za stálého provozu, kdy festivalové a happeningové akce přecházely do každodenního programu a rodil se Experimentální prostor ROXY. Pod světly jediného stroboskopu se zde konala první house party s belgickým DJ a proběhla tu výstava světové kolekce plakátů k problému AIDS s večerním programem Visual AIDS. Po převratu zde poprvé koncertovala kapela The Plastic People of the Universe. V roce 1995 Linhartova nadace představila stabilní dramaturgickou koncepci Experimentálního prostoru ROXY – Film v úterý, Divadlo ve středu, Koncert ve čtvrtek, Tančírna v pátek a v sobotu. CDMA vyhlásila 3× ROXY jako nejlepší klub v ČR.
 V roce 1996 získala nadace nový prostor ve Školské ulici a začalo se se stavebními úpravami a přípravou koncepce využití. V roce 1999 tak vzniká Komunikační prostor Školská. Školská 28: Komunikační prostor je vzdělávací a výstavní prostor sídlící v novorenesančním domě U Rytířů v pražské Školské ulici. Instituce vznikla v roce 1999 s cílem obeznámit veřejnost s aktuálním, a rozhodně ne jen českým, děním na poli hudby, nových médií nebo výtvarného umění. Od roku 2009 je využíváno také menší výstavní místo Šedý pokoj, které se nachází v komplexu domu U Rytířů. Nejčastěji se v prostoru instituce konají výstavy, tvůrčí dílny, přednášky, besedy a tematické pořady.